# Ysteri
Ysteri är en fabrik, eller en avdelning på ett mejeri, där det tillverkas ost av mjölk. De första ysterierna öppnades i Schweiz, och industrin har idag spridit sig och finns över hela världen.